# 紫罗兰报春
紫罗兰报春（学名：Primula purdomii）为报春花科报春花属下的一个种。

## 扩展阅读
- 維基物種上的相關：紫罗兰报春